# Sivry-Ante
Sivry-Ante è un comune francese di 190 abitanti situato nel dipartimento della Marna nella regione del Grand Est.

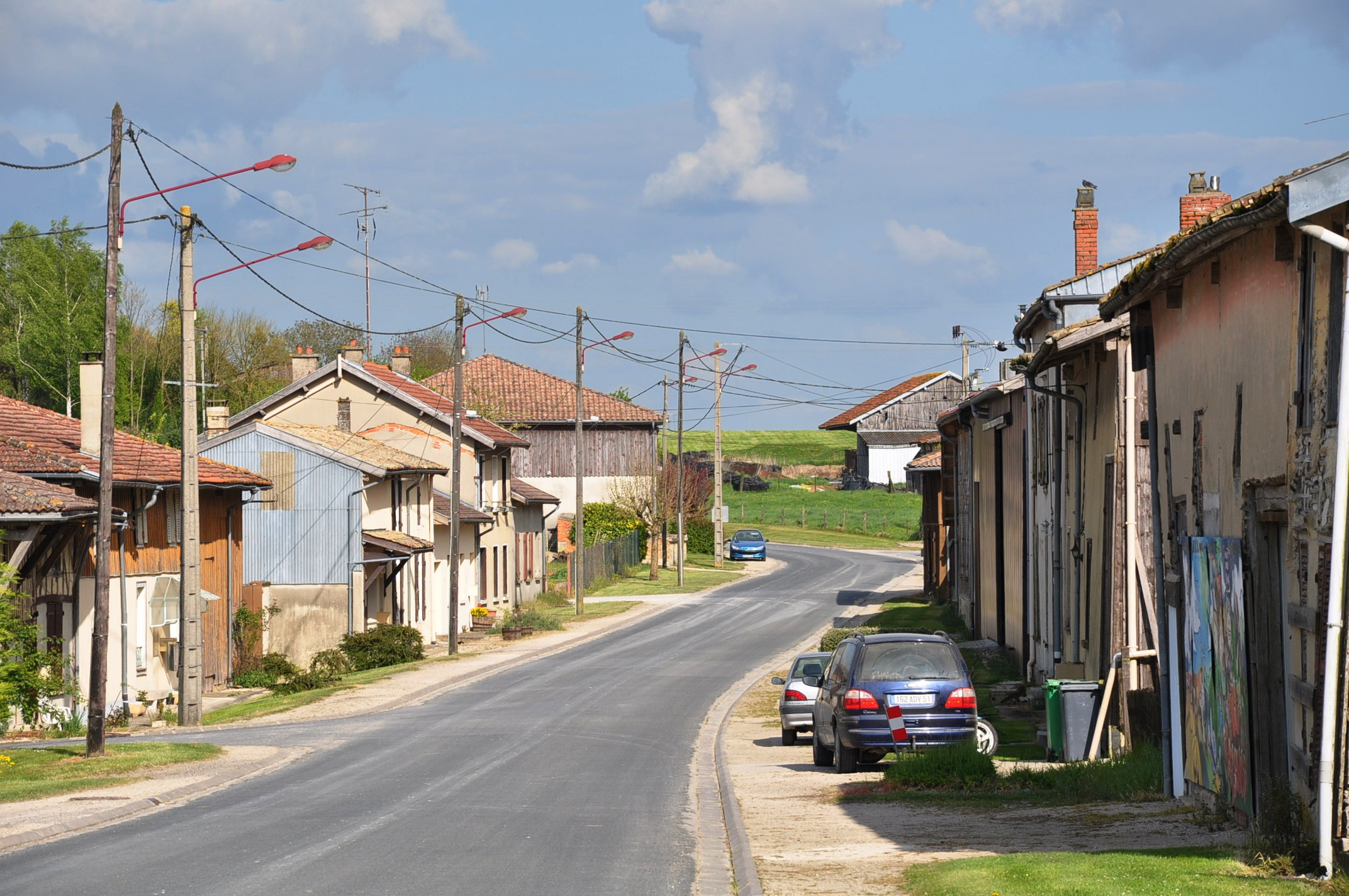
Sivry
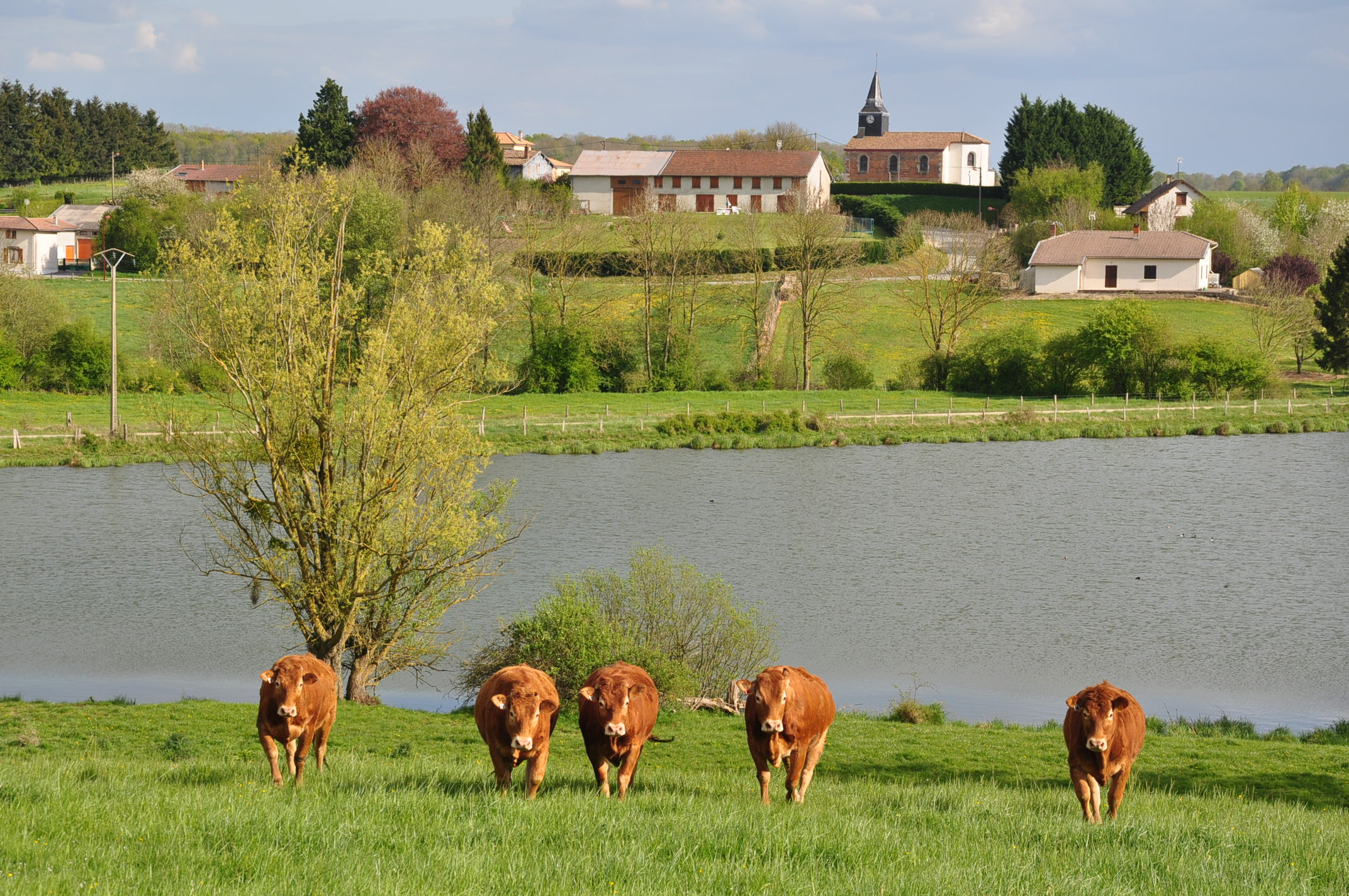
Ante

## Società

### Evoluzione demografica
Abitanti censiti